# Good luck guys Sverige
Good luck guys Sverige är en svensk reality-TV-serie. Första säsongen hade premiär på Prime Video den 20 januari 2023. Seriens tredje säsong hade premiär den 25 oktober 2024 på samma kanal. Kodjo Akolor var programledare för de två första säsongerna. Programledare för den tredje säsongen är Kristina "Keyyo" Petrushina. Serien är baserad på Good luck guys skapat av Banijay Productions i Frankrike. I Sverige är programmet producerat av Meter Television Sverige.

## Handling
Serien kretsar kring ett antal, mer eller mindre, kända influerare och TV-profiler som ska försöka överleva på en öde strand i Asien. De måste dock vänja sig vid ett liv med matbrist och mobilförbud. I programmet kan de via olika tävlingar skaffa sig fördelar som gör livet drägligare.

## Medverkande tävlande

### Säsong 1
- Niclas Lij och Ellen Bergström
- Jasmine Gustafsson och Antonia "Anty" Johnson
- Lisa Borg och Henrik Elvejord Borg
- Anton Lundell och Adam Åstrand
- Ben Mitkus och Caroline Johansson
- Robin "Mos" Andersson och Nardos Alberto

### Säsong 2
- Ann Söderlund och Fi Lindfors
- Marcus Dübois och Ilona Thörner
- Isa Östling och Tilda Törnqvist
- Johanna Öholm och Sebastian Tadros
- Sara Bolay och Elin Skog
- Oscar Dewoon och Victor Dewoon

### Säsong 3
- Alex D’Rosso och Katrin Zytomierska
- Elov och Beny
- Anna Pankova och Kristian Täljeblad
- Oliver Kastell och Christian Skogsgårdh
- Sara Bolay och Elin Skog (som även medverkade i säsong 2)
- Frida Jernspets (tävlar ensam)